# Veur Disse Kear
Veur Disse Kear (Voor deze keer) was een Overijsselse band, die rock/country liedjes schreef in hun eigen dialect.
De band bestond uit vijf leden en is opgericht in 1995. In 1997/1998 hebben ze een album opgenomen en daarvan een single uitgebracht: Op 't platteland die landelijk de nodige bekendheid genoot.
In 1999 werd steeds meer duidelijk, dat de vijf leden ieder andere muzikale interesses kregen en ze besloten in februari 2000 een groots afscheidsconcert te geven.
De band bestond uit:
- Remko Keizer - leadvocals/basgitaar
- Marco Keizer - rhythmgitaar/backingvocals
- Marcel Goudbeek - leadgitaar/backingvocals
- Raymond Goudbeek - toetsen/backingvocals
- Lodewijk ten Voorde - drums/percussie

Het management was in handen van Marinus "Stoeven" en Jolanda "Janna" Stoevelaar.

## Ontstaan
In 1995 besloten een paar Normaal-aanhangers, om ter gelegenheid van een feest een band samen te stellen. Remko, Marcel, Marco en Lodewijk werden hiervoor met elkaar in contact gebracht door Henrie Bruins en aanvankelijk later pas Marinus Stoevelaar. Omdat ze, in eerste instantie, maar voor één keer zouden spelen, noemden ze zich Veur Disse Kear. Maar al snel werd duidelijk dat het niet bij die ene keer zou blijven... Het laatste optreden van de band vond plaats op 11 februari 2000 in Hardenberg. Daarna ging Veur Disse Kear over in de coverband The Heinoos. In maart 2008 gaf de dialectband nog een reünieconcert. Het definitieve afscheidsconcert van Veur Disse Kear werd gehouden tijdens de Party-Crew feest in Radewijk op Zaterdag 4 juni 2022 met meerdere bands uit de regio.

## Discografie
- 1998 - Op 't Platteland (Cd-single)
- 1999 - Kukuleku! (Album)
- 2022 - Op 't Platteland (Vinyl-single)